# ヤコブ・ゼーデルホルム
ヤコブ・ゼーデルホルム（Jakob Johannes Sederholm、1863年7月20日 - 1934年6月26日）は、フィンランドの岩石学者・地球科学者である。変成岩と深成岩が混在する岩石、ミグマタイトの研究で知られる。

## 生涯
ヘルシンキで生まれた。病弱であったので、戸外で働く地質学の研究することを選び、ヘルシンキで Fredrik Johan Wiik に学び、その後ストックホルム、ハイデルベルクで学んだ。フィンランドに戻り、フィンランドの地質調査に参加し、1893年に地質調査の責任者に就任し、没するまで40年間、その職にあった。
フィンランドの先カンブリア時代の地質を研究し、地質図を作成し1899年から1925年の間に多くの地質図と生成の歴史についての研究を発表した。ゼーデルホルムの研究したバルト楯状地 (Baltic Shield) の岩石に変成岩のはさまれた層状の深成岩の構造が見られ、ゼーデルホルムはミグマタイトと命名し、それが地層深部で変成岩にマグマが侵入することによって生成されたとした。
フィンランドの国会議員にも選ばれ、国際連盟のフィンランド代表も務めた。フィンランド経済学会 (Economic Society of Finland) の会員でもあり、2度学会の会長を務めた。
ゼーデルホルム鉱 (sederholmite) は彼の名に因む。

## 受賞歴
- 1928年: マーチソン・メダル（ロンドン地質学会）
- 1928年: ペンローズ・メダル (Penrose Medal) （アメリカ地質学会）